# Ronde van Frankrijk 1919
| Route van de Ronde van Frankrijk 1919 met start in Parijs. |                        |                |
| Eindklassement                                             |                        |                |
| Algemeen klassement                                        | Firmin Lambot          | 231u 07' 15"   |
| Tweede                                                     | Jean Alavoine          | + 1h 32' 54"   |
| Derde                                                      | Eugène Christophe      | + 2h 16' 31"   |
| Vierde                                                     | Léon Scieur            | + 2h 42' 15"   |
| Vijfde                                                     | Honoré Barthélémy      | + 4h 03' 52"   |
| Zesde                                                      | Jacques Coomans        | + 15h 21' 34." |
| Zevende                                                    | Luigi Lucotti          | + 16h 01' 16"  |
| Achtste                                                    | Jef Vandaele           | + 18h 23' 02"  |
| Negende                                                    | Alfred Steux           | + 20h 29' 01"  |
| Tiende                                                     | Jules Nempon (laatste) | + 21h 24' 12"  |
| Ploegenklassement                                          | La sportive            | -              |
| Tweede                                                     | ?                      | -              |
| Derde                                                      | ?                      | -              |

De 13e editie van de Ronde van Frankrijk ging van start op 29 juni 1919 in Parijs. Hij eindigde op 27 juli in Parijs. Er stonden 69 renners aan de start, slechts 10 renners zouden de finish in Parijs halen.
- Aantal ritten: 15
- Totale afstand: 5560 km
- Gemiddelde snelheid: 24.056 km/h
- Aantal deelnemers: 69
- Aantal uitvallers: 59

## Intro
De Eerste Wereldoorlog was nog nauwelijks afgelopen, en veel vooroorlogse favorieten hadden op het slagveld het leven gelaten. De overblijvers hadden in de oorlog weinig mogelijkheid gehad om te trainen of te koersen, en waren daardoor in slechte conditie. Mede hierdoor waren er slechts 69 deelnemers aan de start in Parijs.
Nieuw in deze Tour was de gele trui. Deze werd gedragen door de leider in het algemeen klassement. De eerste gele trui werd uitgereikt na afloop van de 10e etappe in Grenoble. De kleur geel werd gekozen omdat de organiserende krant l'Auto op geel papier werd gedrukt.

## Koersverloop
De eerste geletruidrager was de Fransman Eugène Christophe. In de Alpen breidde Christophe zijn voorsprong nog verder uit, tot bijna een half uur ten opzichte van Firmin Lambot. In de voorlaatste etappe, van Metz naar Duinkerke sloeg echter het noodlot toe: Christophe brak zijn vork, en moest lopend verder tot aan de fietsfabriek in Valenciennes. Hiermee verloor hij 70 minuten, en later nog wat meer door een val. Ook in 1913 had Christophe al om precies dezelfde reden de leiding verloren. De Belg Firmin Lambot nam in de 14e etappe de leiding over en won de Tour met meer dan 100 minuten voorsprong op Jean Alavoine en bijna 2 1/2 uur op Christophe.
Uiteindelijk zouden slechts 11 van de 69 rijders bij terugkeer in Parijs nog in de race zijn (Paul Duboc werd later uit de uitslag verwijderd omdat hij een auto had gebruikt om een reparatie van zijn trapas uit te voeren).

## Belgische en Nederlandse prestaties
In totaal namen er 28 Belgen en 0 Nederlanders deel aan de Tour van 1919.

### Belgische etappezeges
- Jean Rossius won de 1e etappe van Parijs naar Le Havre.
- Firmin Lambot won de 14e etappe van Metz naar Duinkerken.

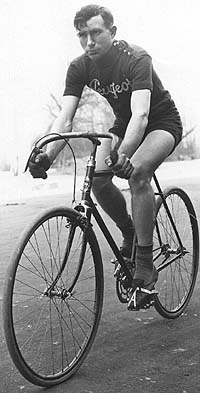
Firmin Lambot, de winnaar van de Tour 1919.

### Nederlandse etappezeges
- In 1919 was er geen Nederlandse etappezege.

## Etappeoverzicht
| Etappe | Start - Finish                | km     | Etappewinnaar     | Leider klassement |
| ------ | ----------------------------- | ------ | ----------------- | ----------------- |
| 1e     | Parijs - Le Havre             | 388 km | Jean Rossius      | Henri Pélissier*  |
| 2e     | Le Havre - Cherbourg          | 364 km | Henri Pélissier   | Henri Pélissier   |
| 3e     | Cherbourg - Brest             | 405 km | Francis Pélissier | Henri Pélissier   |
| 4e     | Brest - Les Sables-d'Olonne   | 412 km | Jean Alavoine     | Eugène Christophe |
| 5e     | Les Sables-d'Olonne - Bayonne | 482 km | Jean Alavoine     | Eugène Christophe |
| 6e     | Bayonne - Luchon              | 326 km | Honoré Barthélémy | Eugène Christophe |
| 7e     | Luchon - Perpignan            | 323 km | Jean Alavoine     | Eugène Christophe |
| 8e     | Perpignan - Marseille         | 370 km | Jean Alavoine     | Eugène Christophe |
| 9e     | Marseille - Nice              | 338 km | Honoré Barthélémy | Eugène Christophe |
| 10e    | Nice - Grenoble               | 333 km | Honoré Barthélémy | Eugène Christophe |
| 11e    | Grenoble - Genève             | 325 km | Honoré Barthélémy | Eugène Christophe |
| 12e    | Genève - Straatsburg          | 371 km | Luigi Lucotti     | Eugène Christophe |
| 13e    | Straatsburg - Metz            | 315 km | Luigi Lucotti     | Eugène Christophe |
| 14e    | Metz - Duinkerke              | 468 km | Firmin Lambot     | Firmin Lambot     |
| 15e    | Duinkerke - Parijs            | 340 km | Jean Alavoine     | Firmin Lambot     |

- Jean Rosius kreeg na de etappe-overwinning 30 strafminuten, omdat hij Philippe Thijs een bidon drinken had gegeven, terwijl onderlinge hulp tussen de coureurs verboden was. Hij viel terug naar de tiende plaats in het dagklassement, waardoor Henri Pelissier ritwinnaar en klassementsleider werd. Na klachten van journalisten aan het adres van tourdirecteur Henri Desgrange over het feit dat de leider nauwelijks herkenbaar was, werd in Grenoble de gele leiderstrui geïntroduceerd. Deze was geel, omdat de organiserende krant (L'Auto) op geel papier werd gedrukt. Op 19 juli 1919 was Eugène Christophe de drager van de eerste gele trui ooit.

## Geletruidragers
| Etappe         | Gele trui         |
| 1              | Niet uitgereikt   |
| 2              | Niet uitgereikt   |
| 3              | Niet uitgereikt   |
| 4              | Niet uitgereikt   |
| 5              | Niet uitgereikt   |
| 6              | Niet uitgereikt   |
| 7              | Niet uitgereikt   |
| 8              | Niet uitgereikt   |
| 9              | Niet uitgereikt   |
| 10             | Eugène Christophe |
| 11             | Eugène Christophe |
| 12             | Eugène Christophe |
| 13             | Eugène Christophe |
| 14             | Firmin Lambot     |
| 15             | Firmin Lambot     |
| Eindklassement | Firmin Lambot     |

 winnaars gele trui · 
 puntenklassement · 
 bergklassement · 
 jongerenklassement · 
 tussensprintklassement · 
 combinatieklassement · 
 ploegenklassement · 
 strijdlust · 
rode lantaarn
records · meeste deelnames · ranglijst etappewinnaars · bekende beklimmingen · valpartijen · dopinggevallen · Grand Départ · Souvenir Henri Desgrange
1903 · 
1904 · 
1905 · 
1906 · 
1907 · 
1908 · 
1909 · 
1910 · 
1911 · 
1912 · 
1913 · 
1914 ·
1915 ·
1916 ·
1917 ·
1918 · 
1919 · 
1920 · 
1921 · 
1922 · 
1923 · 
1924 · 
1925 · 
1926 · 
1927 · 
1928 · 
1929 · 
1930 · 
1931 · 
1932 · 
1933 · 
1934 · 
1935 · 
1936 · 
1937 · 
1938 · 
1939 · 
1940 ·
1941 ·
1942 ·
1943 ·
1944 ·
1945 ·
1946 ·
1947 · 
1948 · 
1949 · 
1950 · 
1951 · 
1952 · 
1953 · 
1954 · 
1955 · 
1956 · 
1957 · 
1958 · 
1959 · 
1960 · 
1961 · 
1962 · 
1963 · 
1964 · 
1965 · 
1966 · 
1967 · 
1968 · 
1969 · 
1970 · 
1971 · 
1972 · 
1973 · 
1974 · 
1975 · 
1976 · 
1977 · 
1978 · 
1979 · 
1980 · 
1981 · 
1982 · 
1983 · 
1984 · 
1985 · 
1986 · 
1987 · 
1988 · 
1989 · 
1990 · 
1991 · 
1992 · 
1993 · 
1994 · 
1995 · 
1996 · 
1997 · 
1998 · 
1999 · 
2000 · 
2001 · 
2002 · 
2003 · 
2004 · 
2005 · 
2006 · 
2007 · 
2008 · 
2009 · 
2010 · 
2011 · 
2012 · 
2013 · 
2014 · 
2015 · 
2016 · 
2017 · 
2018 · 
2019 ·
2020 · 
2021 · 
2022 · 
2023 · 
2024 · 
2025